# Мусчелу Караманешти (Бузау)
Мусчелу Караманешти (рум. Muscelu Cărămănești) насеље је у Румунији у округу Бузау у општини Колци. Oпштина се налази на надморској висини од 665 m.

## Становништво
Према подацима из 2002. године у насељу је живело 174 становника, од којих су сви румунске националности.